# Automobilske gume
Guma je komponenta vozila u obliku prstena koja pokriva rub kotača, te ga štiti i omogućuje bolju performansu vozila. Većina guma, poput onih za automobile i bicikle, služe za vučnu snagu između vozila i ceste i pružaju fleksibilnost, te apsorbiraju pritisak.
Moderne pneumatske gume izrađuju se od raznih materijala poput tkanine i žice, te raznih kemijskih spojeva. One se sastoje od gaznog sloja i tijela. Gazni sloj osigurava prianjanje uz tijelo i zadržavanje količine komprimiranog zraka. Prve verzije guma bile su osmišljene kao metal koji je bio montiran oko drvenih kotača, kako bi se na taj način spriječilo njihovo trošenje. Danas, je većina guma pneumatska, na napuhavanje, imaju okrugao oblik, te su ispunjene komprimiranim zrakom.  Pneumatske gume koriste na mnogim vrstama vozila, uključujući i automobile, bicikle, motocikle,kamione i zrakoplove. Metalne gume se još uvijek koriste na vlakovima, a elastične gume na kotačima, kolicima, kosilicama i tako dalje.  

## Etimologija
Povijesno gledano, riječ  "guma" je francuskog podrijetla, koja dolazi od riječi tirer što znači povući.  Izvorno guma je dobila značenje od željeznog obruča ili debele žice koja je vezana za kotač kočije. Ista riječ se također koristila i za trake koje su se vezale oko kotača kočija. Članak u London Magazine / Intelligencer ˝Korisnost širokih kotača˝ od 1853. godine objašnjava da se dvije šipke koje se savijaju u obruč, te se potom vezuju na kotač nazivaju gume. Poželjno je da se koristi željezna traka pod nazivom "široki kotač" umjesto šipke, jer šipke smetaju kotačima. 1753. godine Boswell spominje gume u Škotskom magazinu. 
Gume kakve danas poznajemo su se počele pojavljivati 1840-ih godina, kada je Engleska počela skupljati željezne kotače aitomobila od kovanog željeza. Pneumatske gume su se počele koristiti u Velikoj Britaniji u 19.-tom stoljeću.

## Povijest
Prve gume bile su izrađene od kože, željeza, (kasnije čelika), te su bile smještene na drvenim kotačima, a koristile su se za kolica i kola.  Guma bi se grijala iznad vatre, kada se ohladi stavila iznad kotača, te bi na taj način metal čvrsto prionuo uz kotač. Vanjski prsten služio je da se segmenti kotača zajedno mogu spojiti, pružajući pri tome otpor na habanje površine oboda kotača. 
Goodyear Robert William Thomson, je prvi čovjek koji je patentirao prirodne gume, 1844.-te godine. Sintetičke gume su izmislili u laboratorijima Bayera 1920-ih. Godine 1946.-te Michelin je razvio metodu proizvodnje radijalnih guma. Michelin je kupio propalu firmu proizvodnje automobila Citroen u1934.-te godine. Zbog svoje superiornosti i ekonomičnosti za gospodarstvo, uporaba ove tehnologije se brzo proširila diljem Europe i Azije. U SAD-u, radijalna guma sada ima tržišni udjel od 100%. Danas, postoji više od 4500 tvornica guma, koje proizvode više od 1 milijarde guma godišnje. 

## Vrste guma
Prema obliku i sastavu gazne površine razlikuju se ljetne i zimnske gume, ovisno o površini preko koje prelaze, te o temperaturi okoline.  Gume se različito ponašaju u ljetnim i zimskim uvjetima, kao i pri niskim i visokim temperaturama. Ljetne i zimske gume izrađene su od različitih materijala. Guma treba dobro prianjati uz površinu, te postoje gume koje su prilagođene raznim uvjetima na cesti, poput snijega ili kiše (kišne gume). Šare na gumama, imaju ulogu stabilnosti vozila tijekom vožnje, kako po kišnim uvjetima ne bi kliznulo s ceste. Osim ovih postoje i cjelosezonske gume.

## Ljetne gume
Ljetne gume su namijenjene vožnji iznad sedam stupnjeva, imaju kraći zaustavni put, te se zaustavljaju nakon 38 metara. Prednosti ljetnih guma jesu: 
- kraća dužina zaustavnog puta,
- sigurnijeg kočenja na mokroj podlozi
- stabilnost pri većim brzinama
- bolje prianjanje uz asfalt
- prilikom visokih temnperatura, utječu na smanjenu potrošnju goriva
- proizvode manju buku.

Vrsta guma i dezen gaznog sloja, najprikladniji su za uporabu u ljetnim uvjetima, te takve gume ne mogu iz tehničkih razloga dati dobre performanse na snijegu i ledu. Ljetne gumeimaju visoke performanse, te su dizajnirane za veće brzine, češće za sportska vozila. Njihov gazni sloj izrađen je od mekšeg materijala, kako bi se mogle postići veće brzine, pogotovo u zavojima. Ove gume su mekše, te imaju kraći vijek trajanja.
Ljetne gume imaju veće performanse od ostalih vrsta, nisu baš prikladne za mokru cestu, s obzirom na to da imaju pliće utore od ostalih vrsta guma, te su pogodnije za voižnju u suhim uvjetima. Sposobnost da ova vrsta guma pruža visoke performanse izvedbe na suhom i na mokrom kolniku varira od proizvođača, do proizvođača, pa čak ovisi i o različitim modelima istog proizvođača.
Ljetne gume imaju bolju sposobnost prilikom kočenja. To se obično pripisuje specijaliziranom gaznom sloju i gumama, koje omogućuju bolju preciznost tijekom vožnje. Gazni sloj ljetnih guma manje je obrađivan, te guma ima bolji kontakt s podlogom tijekom vožnje.  Ljetne gume su dizajnirane da pružaju maksimalnu sigurnost, te da drže vozilo na cesti. Ljetne gume su dizajnirane da ostanu fleksibilnije, kako bi omogućile što bolje prianjanje uz podlogu i držanje vozila na cesti. Ljetne gumje imaju plići gazni sloj, koji omogućuje veću stabilnost, kada vozilo dosegne određenu brzinu. Dimenzionalne karakteristike (kao što je širina, omjer i promjer gume), i druge značajke u dizajnu, čine ljetne gume prikladnijima, te su one učinkovitije za mokre i suhe uvjete na cesti, osobito kod sportskih vozila. Pojedine ljetne gume osiguravaju bolje performanse u mokrim uvjetima na cesti, zahvaljujući jedinstvenom gaznom sloju, koji pomaže boljoj evakuaciji vode.

## Zimske gume
Zimske gume su prilagođene temperaturamna nižim od sedam stupnjeva.  Prednosti zimnskih guma jesu:  
- bolje reagiranje na niže temperature
- mekše su od ljetnih
- stabilnost vozila na cesti

Guma treba dobro prianjati uz površinu, te postoje gume koje su prilagođene raznim uvjetima na cesti, poput snijega, kiše i tako dalje. Zimske gume ne smiju se koristiti ljeti, jer u suprotnom dolazi do njihova ubrzanog trošenja. Šare na gumama, imaju ulogu stabilnosti vozila tijekom vožnje, kako po kišnim uvjetima ne bi kliznulo s ceste. Nedostatci zimnskih guma jesu: Zimske gume izrađene su od elkastičnijeg materijala, te se brže troše i zagrijavaju od ljetnih guma i nisu prilagođene ljetnim uvjetima na cesti. 
Blato i snijeg, (ili M + S ili M & S), je oznaka koja se primjenjuje proizvoljno od strane proizvođača za gume koje su namijenjene za blato i snijeg. Zimske gume pružaju bolje performanse od ljetnih guma u uvjetima niskih temperatura. Smjesa gaznoga sloja obično je mekša nego kod ljetnih guma, čime se osigurava bolje prianjanje na ledu i snijegu, ali postoji opasnost od zanošenja vozila pri višim temperaturama. 
Namjenske zimske gume imaju na sebi oznaku "Planina / pahuljica piktogram" ako su označene kao zimske gume od strane Američkog društva za ispitivanje i materijale. Zimske gume obično imaju na sebi oznake MS, M & S, ili riječi blato i snijeg.

## Zimske gume s lancima
Pojedine zimske gume su dizajnirane za umetanje lanaca (koji se sastoje od volfram karbida, ili drugog tvrdog materijala koji nje ugrađen u podnožju kotača, za dodatnu sigurnost na zaleđenim cestama. Oni imaju svrhu smanjenja trenja između gaznog sloja gume i leda na cesti.
Uporaba ovih vrsta guma je u nekim zemljama ograničena. Norveška je uvela naknadu za korištenje guma s lancima u nekim urbanim područjima, a tu su i neke ulice u većim Švedskim gradovima, gdje lanci nisu dozvoljeni. 
Zimske gume s lancima se gotovo nikad ne upotrebljavaju na teretnim vozilima, izuzev vozila zahitne slučajeve poput vozila hitne pomoći.
Ostale zimske gume su namijenjene za vožnju po ledu, npr. visoko porozne hidrofilne gume, ili gume koje drže vozilo na površini na kojoj se nalazi led. Neke zemlje mogu zahtijevati nošenje zimskih guma ili lanaca za snijeg na vozilima u određenim područjima u ekstremnim vremenskim uvjetima. 
Takozvane mud gume su specijalne gume, s velikim zrnastim gaznim slojem, koje su namijenjene blatnim površinama. Veliki utori na ovim gumama omogućuju da se blato brzo očisti. Ove gume su gume malo deblje, te imaju ulogu spriječiti da vozilo više potone u blato. 
Međutim u razumnim količinama blata i snijega gume bi trebale biti tanje. Kada je tanja guma ima veći pritisak na kolniku, čime se omogućuje da snijeg i blato ostanu ispod gume. Može se dogoditi kada je snijeg predubok, te da vozilo potone u njega, a da ga kotači ne mogu izvući iz snijega, te vozilo ostane zarobljeno. U tom slučaju šire gume su poželjnije, jer one imaju veću kontaktnu površinu i bolje mogućnosti vožnje po blatu i snijegu.

## Cjelogodišnje gume
Cjelogodišnje gume nisu ni ljetne, ni zimske. Cjelogodišnje gume prikladne su i za zimske i ljetne uvjete na cesti.  One su namijenjene vozačima koji se ne putuju često i na neke velike udaljenosti, te su prihvatljive u zemljama u kojima nema prevelikih oscilacija u temperaturi, poput Velike Britranije, Irske, Španjolske, Welsa i tako dalje. 
Cjelogodišnje gume nisu ni ljetne, ni zimske. One su postale sveprisutane kao dio zamjenske opreme na automobilima na tržištu u SAD-u, zbog njighove praktičnosti i kvalitetne performanse u većini situacija. I u drugim državama poput Njemačke, je uobičajena uporaba seta guma za ljeto ili zimu. Cjelogodišnje gume također na sebi imaju oznake blata i snijega, ali je rijetko nacrtana pahuljica.